# Порівняльна педагогіка
Порівняльна педагогіка (компаративна) — галузь педагогічної науки. Вивчає й аналізує подібні та відмінні риси й тенденції в галузі виховання й освіти, визначає перспективи їхнього розвитку. Засновником порівняльної педагогіки є французький педагог М. А. Ж. Паризький (1775—1848), який уперше застосував терміни «порівняльна педагогіка» й «порівняльне виховання». Завданням порівняльної педагогіки є вивчення і порівняльний аналіз теорії і практики навчально-виховної роботи в різних країнах, вивчення й узагальнення позитивного досвіду. Порівняльна педагогіка спирається на описовий, статистичний, історичний, соціологічний, порівняльний та індуктивно-дедуктивні методи дослідження.
В Україні в даній галузі працює доктор педагогічних наук Локшина Олена Ігорівна. В 2009 році вона очолила лабораторію порівняльної педагогіки Інституту педагогіки НАПН України. 